# Коціра Христина Степанівна
Христина Степанівна Коціра (нар. 6 серпня 1982, с. Вікно, Тернопільська область) — українська журналістка, письменниця. Дружина Богдана Кутєпова.

## Життєпис
Христина Коціра народилася 6 серпня 1982 року в селі Коцюбинцях, нині Гримайлівської громади Чортківського району Тернопільської области України.
Навчалася в Коцюбинецькій загальноосвітній школі. Закінчила Тернопільську академію народного господарства (нині — Західноукраїнський національний університет), Інститут журналістики Київського національного університету імені Тараса Шевченка.
Працювала журналісткою на телеканалах «ТТБ», «Тоніс», «СТБ». У 2008—2011 роках була редакторкою програми «Факти тижня з Оксаною Соколовою» на ICTV.
Від 2019 року пише художні твори. У 2022 році видала роман «Яблука Єви», який потрапив до Довгого списку в номінації «Книга року ВВС-2022».
1 лютого 2023 року стала головною редакторкою «Громадського».

### Родина
Батько Христини, Степан Коціра (нар. 1958) — український господарник, громадський діяч, заслужений працівник сільського господарства України (2007).

### Інциденти
У 2018 році Христина Коціра разом з дочкою Ніною стали героями російського телебачення, самі не знаючи про це. Перед тим Христина опублікувала в фейсбуці пост про те, що її дитина не знає, хто така Алла Пугачова. Через добу на Першому каналі в Росії продемонстрували сюжет про батьків-бандерівців, які забороняють дитині співати пісні Алли Пугачової.

## Нагороди
- лауреатка конкурсу професійної журналістики «Честь професії» в номінації «Найкращий репортаж» (2021, спільно з чоловіком Богданом Кутєповим)[11];
- лауреатка всеукраїнського конкурсу малої прози «Open world» (2019) — за оповідання «Яблука Єви»[5][12][13];
- II премія Міжнародного літературного конкурсу «Коронація слова-2021»[14].